# Суракарта
Суракарта (на индонезийски: Surakarta) е град в Индонезия. Населението му е 499 337 жители (2010 г.). Има площ от 44,03 кв. км. Намира се в часова зона UTC+7 на 105 м н.в. Градът се обслужва от международно летище разположено 14 км северно от него. В Суракарта има 4 жп гари.

## Побратимени градове
- Билбао (Испания)
- Монтана (България)